# Albin Krook
Karl Oskar Albin Krook, född 16 oktober 1872 i Karlskrona, död där 29 oktober 1952, var en svensk bokhandlare.
Albin Krook var son till bokhandlaren Johan Oscar Ansgarius Krook. Efter skolgång vid Karlskrona läroverk anställdes han 1889 i faderns 1862 grundade bokhandel i Karlskrona, vilken han övertog 1901 och som 1930 ombildades till AB J. A. Krooks bokhandel med Krook som VD. Han var framstående inom organisationen inom yrket och tog betydande del i dess sammanslutningar. 1908 var han en av stiftarna av Sydsvenska pappershandlareföreningen, och då den ombildades till Svenska pappershandlareföreningen, blev han ledamot av centralstyrelsen och var vice ordförande där 1921–1945. Han verkade för branschens pensions- och understödsföreningar samt för dess skola. Även av Svenska bokhandlareföreningens centralstyrelse var han ledamot och därutöver ordförande i dess smålandskrets. Krook var stadsfullmäktig i Karlskrona 1913–1936.